# Diecezja Chachapoyas
Diecezja Chachapoyas (łac. Dioecesis Chachapoyasensis) – diecezja Kościoła rzymskokatolickiego w Peru. Należy do archidiecezji Piura. Została erygowana 28 maja 1803 roku przez papieża Piusa VII jako diecezja Maynas, zaś w 1843 roku zmieniono nazwę diecezji na Chachapoyas.

## Główne świątynie
- Katedra: Katedra św. Jana Chrzciciela w Chachapoyas

## Biskupi diecezjalni
- Hipólito Antonio Sánchez Rangel de Fayas OFM (1805–1824)
- José María Arriaga (1838–1849)
- Pedro Ruiz Zumaeta (1853–1862)
- Francesco Solano del Risco OFM (1865–1900)
- José Santiago Irala OFM (1904–1909)
- Emilio Francisco Lisson Chaves CM (1909–1918)
- Pedro Octavio Ortiz Arrieta SDB (1921–1958)
- José Germán Benavides Morriberón (1958–1968)
- Manuel Prado Perez-Rosas SJ (1970–1976)
- Antonio de Hornedo Correa SJ (1977–1991)
- Ángel Francisco Simón Piorno (1991–1995)
- José Ignacio Alemany Grau CSeR (1995–2000)
- Emiliano Antonio Cisneros Martínez OAR (2002–2022)
- Humberto Tapia Díaz (od 2022)